# Kaasvlinder
Een kaasvlinder is een hartig koekje bestrooid met kaas, dat vaak genuttigd wordt bij de borrel. Het kan worden gemaakt van bladerdeeg en pittige kaas.